# 스티븐 타일러
스티븐 빅터 탈라리코(영어: Steven Victor Tallarico, 1948년 3월 26일 ~ )는 스티븐 타일러(영어: Steven Tyler)라는 예명으로 활동하는 미국의 싱어송라이터이자 보스턴 소재 록 밴드 에어로스미스의 리더이다. 그는 하모니카와 피아노, 타악기를 연주할 줄 안다. 호너사의 하모니카 시그네춰가 있다. 딸은 반지의 제왕으로 유명한 리브 타일러다.

## 참여 영화/방송
- 새터데이 나이트 라이브: 뮤지컬 게스트
- 심슨 가족: 플래밍 모스 에피소드
- 웨인즈 월드 2
- 리지의 사춘기
- 폴라 익스프레스폴라 익스프레스쿨!
- 두 남자와 1/2
- 아메리칸 아이돌
- 에픽: 숲속의 전설
- 미스 유니버스 2013
- 탑 기어
- 헬's 키친
- 내슈빌 (드라마)